# サヴィル幾何学教授

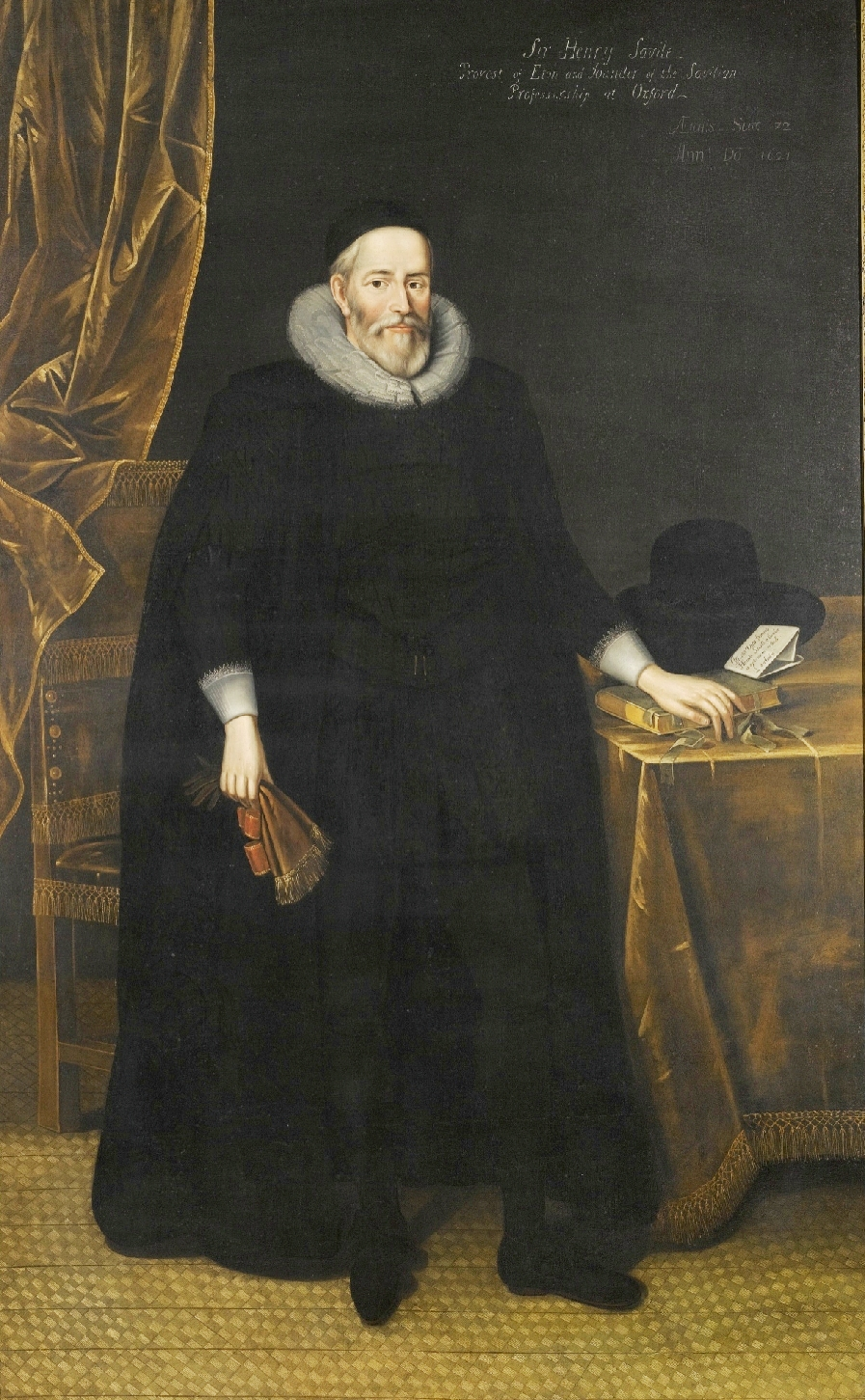
サヴィル幾何学教授職創立者であるヘンリー・サヴィル。

サヴィル幾何学教授（サヴィルきかがくきょうじゅ、英: Savilian Professor of Geometry）の地位は、1619年にオックスフォード大学で設立された。オックスフォード大学マートン・カレッジ学長、イートン・カレッジ学長を務めた数学者・ 古典学者のヘンリー・サヴィルが、当時"イングランドの数学研究における悲惨な状況"を嘆いたある数学者に反応してサヴィル天文学教授と同時に創立した。初代教授には、ヘンリー・ブリッグスが任命された。1931年から1963年までこの教授職を務めたエドワード・ティッチマーシュが教授への応募時に彼が幾何学の講義を行う準備ができていないと述べた際、幾何学講義の職務は除去されたものの、"幾何学教授"という肩書きは変更されなかった。2つのサヴィル教授職は19世紀後半からニュー・カレッジの教授フェローシップと関わってきた。19世紀半ばまでの約175年間においては、幾何学教授はニュー・カレッジ・レーンに隣接する場所に公式に住居を持っていた。
2020年現在までに、20人が教授職を勤めた。2017年から現職のフランシス・カーワンは初めて女性でサヴィル幾何学教授に就任した。この地位は現在まで様々な著名な数学者に保持されてきた。ブリッグスは"数学の中で最も使いやすい体系"と形容される常用対数の発展に寄与した。3代目に教授を務めたジョン・ウォリスは無限の概念に対し∞記号を使用し、"当時の一流数学者の一人"であると述べられた。ハレー彗星の周期を予測したエドモンド・ハレーとその後任者のナサニエル・ブリスは王室天文官を務めた。スティーヴン・ピーター・リゴーは"彼の生きた世代の中で屈指の天文学・数学史家"と呼ばれた。 ジェームズ・シルヴェスターはその生涯と仕事を敬して王立協会によりシルヴェスター・メダルが創立された。エドワード・ティッチマーシュはシルヴェスター・メダルを獲得している。シルヴェスターとマイケル・アティヤはコプリ・メダルを授与された。アティヤは在職中にフィールズ賞も受賞した。

## 設立と職務
オックスフォード大学マートン・カレッジ学長、イートン・カレッジ学長を務めたヘンリー・サヴィル卿は、20世紀の数学者イダ・バスブリッジが"イングランドの数学研究における悲惨な状況"（the wretched state of mathematical studies in England）と述べたことに深い悲しみを覚え 、1916年にオックスフォード大学において自身の名を冠する幾何学と天文学の教授職を設立した。彼は"主に数学の書籍の読者のために"大学図書館であるボドリアン図書館に本を寄付した。教授には性格が良く、26歳以上で、科学の根本的な知識を得る以前に"アリストテレスとプラトンを源泉としてより純粋な哲学の知識を吸収した"男性を必要とした。また、キリスト教国出身者であればよいとしたものの、イングランド出身の者は最低限修士であることが求められた。生徒には古代を代表する一流科学者の作品、例えばエウクレイデスの『原論』やアポロニウスの Conics 、アルキメデスの作品群に学ぶことを望んだ。三角法の授業は2人の教授に分担された。多数の学生が多少の数学の知識も持っていなければ、（当時オックスフォード大学で使用されていたラテン語ではなく）英語で基礎数学を講義することも許可された。

## 任命
サヴィルが最初に教授に選出した人物は、グレシャム・カレッジの天文学教授を務めていたエドマンド・ガンターであった。ガンターは比例コンパスと象限儀の使用法を実証したことで記録されているが、サヴィルはこれを幾何学というよりはむしろ"奇術の披露"であるとみなして、1619年にグレシャム幾何学教授を勤めていたヘンリー・ブリッグスを選んだ。1620年、ブリッグスは年給を150ポンドとして雇われイギリスで設立された2つの数学職に最初に就くこととなった。
サヴィルは生涯の間教授を任命する権利を有した。自身の死後はカンタベリー大主教やオックスフォード大学学長、ロンドン司教、国王秘書長官、民訴裁判所主席裁判官、国王座部主席判事、財務府裁判所主席判事、アーチーズ裁判所主席判事など"最も錚錚たる人物"群の大多数の指名で席が埋められることを命じた。オックスフォード大学副学長は欠員を彼ら有権者に知らせ、必要ならば進言を行うことができた。任命は率直に行われることも、英国外から"著名な数学者を招聘すること"ができるかを判断するために数か月議論を遅らせることも可能であった。
19世紀に大学が一部改革されたことに応じて、1881年にオックスフォード大学委員会委員は新しい法令を発布した。サヴィル幾何学教授は"純粋幾何学及び解析幾何学の講義と指導を行う"こととなり、ニュー・カレッジのフェローになった。教授職任命の有権者はニュー・カレッジ学長（または大学に学長と代わる人物として選ばれた人物）、 オックスフォード大学の学長、王立協会代表、オックスフォード大学セッドリー自然哲学教授、ケンブリッジ大学セッドリー純粋数学教授、及び大学議会やニュー・カレッジ選ばれた人物によって選出された人物らとされた。1931年から1963年まで教授を務めたエドワード・ティッチマーシュは任命時に幾何学の講義を行う準備ができていないことを述べた。ティッチマーシュの任命を果たすため、幾何学講義の職務が除去されたが、幾何学教授の肩書は変更されなかった。20世紀及び21世紀前期の大学内部の法令の改正によってサヴィル教授などの個々の任命と職務に関する特定の法令が廃止された。現在大学議会は勤務条件と教授任命の適切な段取りを作成する権限を与えられている。有権者委員会には、教授職が割り当てられているカレッジ（サヴィル教授の場合はニュー・カレッジ） から2人の代表者が送られる。

## 教授の住居

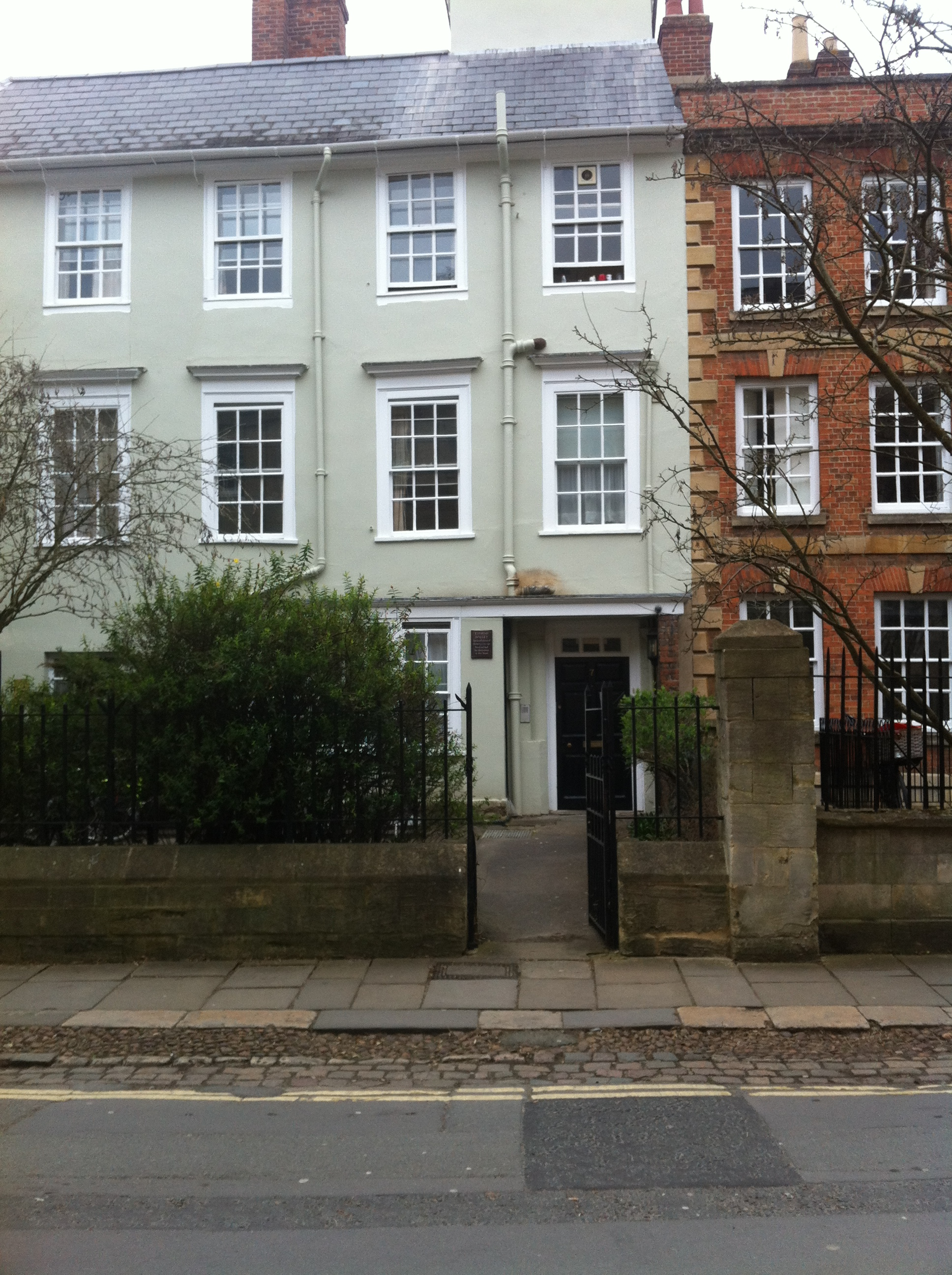
サヴィル幾何学教授が正式に使用するニュー・カレッジ・レーンに面する住宅。

1649年から1703年までサヴィル幾何学教授を務めたジョン・ウォリスは1672年から1703年（没年）までニュー・カレッジ・レーン沿いに住居を借りていた。あるときに住宅は2つに分割され、サヴィル天文学教授のデイヴィッド・グレゴリーが晩年に東側の区画に居住した。ウォリスとグレゴリー間の賃貸契約書は残されていないが（もし彼らの共通の友人の間で契約が交わされていたとしても）、初めてグレゴリーの名が現れたのは1701年で、教区の台帳に残されている。ウォリスの息子は1704年に父の長期の在任を記念して、契約書の残りの部分を提出し、2人のサヴィル教授に公式に邸宅が提供された。ニュー・カレッジは1716年から契約を更新して家賃の低くし、1814年まで定期的に契約更新が行われた。2つの住居に住んでいた人物の記録は契約期間内には秘匿されているが、現存の文書によって教授らがしばしば住居を転貸し、また18世紀前期頃には宿泊施設としても使われていたことが示されている。スティーヴン・リゴーは1810年からサヴィル天文学教授になった1827年までこの住居に滞在し、その後ベーデン・パウエルが家族とともに居住した。幾何学教授は天文家教授よりも長期間この住居と関わってきた。ラドクリフ天文台が1770年代に建設されると、幾何学教授は天文台所長と結びつくようになり、所長用の家が作られ、その結果大学側が天文学教授の家を転貸した。19世紀前期にはニュー・カレッジは天文学教授の家をカレッジ側が使用することを決め、1854年に契約書が期限切れになった。

## 教授の一覧
| 肖像 | 名前                             | 就任期間      | 出身校                                                   | 教授を務めた大学                                       | 備考 |
| ---- | -------------------------------- | ------------- | -------------------------------------------------------- | ------------------------------------------------------ | --- |
|      | ヘンリー・ブリッグス             | 1619–1631     | ケンブリッジ大学セント・ジョンズ・カレッジ               | マートン・カレッジ                                     | ブリッグスはケンブリッジ大学で数学と物理学（医療物理学）の講師をしていた。1957年にはグレシャム・カレッジの幾何学教授に就任した。1615年までに自然対数の原理を熟知した。対数の計算は桁の大きい数の掛け算を足し算として扱えるため、天文学や航海の計算で使用された。ブリッグスはネイピアに常用対数を使用することを提案した。エディンバラに住むジョン・ネイピアにブリッグスが2度訪問した後に、2人は対数の再定義を行ったが、1617年にネイピアは、体調を崩していたため、ブリッグスなど他の誰かに計算を任せたい旨を書いた。ブリッグスは"数学において最も扱いやすい体系の一つ"を作ったと認識されている。 1624年の主要な作品 Arithmetica logarithmica には1から20000、90001から100000までの対数が小数第14位まで記述されている。1631年にマートンで没し、マートン・カレッジ・チャペルの合唱の中で埋葬された。 |
|      | ピーター・ターナー               | 1631–1648     | セント・メアリー・ホール 及びクライスト・チャーチ        | マートン・カレッジ                                     | ターナーは1620年にブリッグスのグレシャム・カレッジの幾何学教授を後任した。1631年にサヴィル幾何学教授を引き継いでグレシャムの教授職を辞任した。辞任以前にターナーはカンタベリー大主教とオックスフォード大学学長を務めていたウィリアム・ロードに大学の統治のために新しい法令の草案作成の援助を頼まれ、1634年に、ターナーの書いた最後の草案が公布された。イングランド内戦時、ターナーは騎士党側に所属し1641年にストウ＝オン＝ザ＝ウォルド近くで捕らえられた。1643年の収監者の交換までサザークに収容された。1648年の国会議員監査でメルトンのフェローシップと教職から退くこととなり、1652年に貧困で没した。実質的な出版物はほとんどないが、現代では数学者・古典学者としてよい評判を受けている。 |
|      | ジョン・ウォリス                 | 1649–1703     | ケンブリッジ大学エマニュエル・カレッジ                   | エクセター・カレッジ                                   | ケンブリッジ大学に入学する以前、15歳のウォリスは兄から多分野に渡って数学を教えられた。後に自伝の中で、その後は"余暇の気分転換"として数学を独習したことと、当時の数学は"大学レベルの学問研究としての科目"というよりは"貿易商、商人、航海者、大工、測量士など"のためのものだと考えられていたことを書いている。イングランド内戦で騎士党側で働くうちに、暗号理論に興味を持った。王立協会創立会員の一人で、60以上の論文と書評を執筆した。幾何学教授に指名された後は、"当時の一流数学者の一人"と述べられるほど自身の数学のスキルを伸ばした。無限を表す記号として∞を導入し、著作ではアイザック・ニュートンに影響を与え、ブレーズ・パスカルとトマス・ホッブズのような学者間のさまざまな数学の討論に参加した。1658年にKeeper of the Archive職に任命され、1660年におけるチャールズ2世のイングランド王政復古の間も職を保持し続け、没するまで務めた。 |
|      | エドモンド・ハレー               | 1704–1742     | クイーンズ・カレッジ                                     | クイーンズ・カレッジ                                   | ハーレーは現在ハレー彗星と呼ばれる彗星の軌道を計算したことで知られる数学者。学部学生時代にはすでにヨーロッパ大陸の天文学者と文通し、3つの論文を執筆した。1677年に水星の太陽面通過を観測するためオックスフォードからセントヘレナに旅立ち、太陽との距離を計算した。このときの仕事により、ハーレーはヨーロッパで高い評判を得て22歳で王立協会に選出された。アイザック・ニュートンに惑星の軌道について尋ねたことがきっかけで、1687年にニュートンは自身の研究を再開し『自然哲学の数学的諸原理』の執筆を始めた。ハーレーは書籍の執筆を監督し、出版費を賄った。 1691年にはサヴィル天文学教授として指名されなかったが、ニュートンによって王立造幣局に職を得た。 彼自身の作品に虹や工学や気圧計に関する議論があり、カエサルのブリタンニア侵攻の開催地を汐の満ち引きから計算した。またイギリス海軍のために航海の調査を実行して、幾世紀の間の太陽、月、惑星の位置の表を完成させた。1721年、王室天文官に選ばれた。 |
|      | ナサニエル・ブリス               | 1742–1764     | ペンブローク・カレッジ                                   | ペンブローク・カレッジ                                 | ブリスは1736年にセント・エッベズ・チャーチのレクターに任命された。ハーレーの後任を申し込んだ際は、王室天文官のジェームズ・ブラッドリーとケンブリッジ大学の天文学教授ロバート・スミスなどの支援者がいた。教授職に就くと、彼の公式の住居近くのオックスフォード・シティ・ウォールの一部に彼の装置を取り付けて、街で4番目の観測施設を建設した。ブリスはブラッドリーとシャーバーン城に観測所を持つジョージ・パーカーに天文学用の測定器を提供した。1762年、王室天文官をブラッドリーから継いだが、1764年に急逝した。 |
|      | ジョセフ・ベッツ                 | 1765–1766     | ユニヴァーシティ・カレッジ                               | ニュー・カレッジ                                       | ベッツは1763年にサヴィル天文学教授に就任を試みたが失敗し、代わりにトマス・ホンスビーが選ばれた。投票の際の後援者には学長のジョージ・リーと首相のジョン・ステュアート、国務大臣のジョージ・モンタギュー＝ダンクがいた。彼らへの感謝としてベッツは1764年4月1日の日食のプリントを贈呈した。 |
|      | ジョン・スミス                   | 1766–1796     | ベリオール・カレッジ及びセント・メアリー・ホール         | ニュー・カレッジ                                       | 1744年からベリオールで学び、1748年に学士、1751年に修士、1753年に内科学学士を獲得した。セント・メアリー・ホールで医学博士を取得し、1784年にチェルトナムで医師になったが、アブラハム・ロバートソンが代理を務めた。スミスは中世の市壁の一部を壊し、教授職の公式住宅の正面に馬小屋と小さい家屋を建て、遺書に"かなり誇張した"条項で教授職後継者に寄贈した。 |
|      | アブラハム・ロバートソン         | 1797–1810     | クライスト・チャーチ                                     | クライスト・チャーチ                                   | ロバートソンはオックスフォードで力学の夜間学校を運営したが失敗し、その後24歳でオックスフォード大学にて勉強を始めた。ジョン・スミスに支援され1784年にチェルナントムのスミスの医務の代理を務めた。講師としてよく知られており、生徒を奮起させた彼の明晰さと援助で著名である。1795年、円錐曲線に関する作品（1792年の Sectionum conicarum libri septem ）と"文学的な功績と科学の追求への勤勉さ"で王立協会フェローに選出された。アルキメデスの作品を編集した物の出版の監督を行った。1797年スミスの後を継ぎ幾何学教授になり、1810年サヴィル天文学教授になった。 |
|      | スティーヴン・リゴー             | 1810–1827     | エクセター・カレッジ                                     | [ 注釈 8 ]                                             | リゴーの父はニュー天文台所長でエクセター・カレッジにて初めて天文の記録を取り、学部学生の時にフェローに選出された。1805年頃からトマス・ホンスビーが病床に伏したために代理でサヴィル天文学教授と実験哲学教授長に就いた。1810年にロバートソンがホンスビーの後任になるとリゴーは幾何学教授席に就任した。1814年には父を継いで祖父とニュー天文台の共同所長になった。同年に妻が没すると、リゴーは子供と仕事に専念した。彼は"彼の世代で屈指の天文学・数学史家"、"彼の個性と学術的誠真で有名"であると述べられている。 |
|      | ベーデン・パウエル               | 1827–1860     | オリオル・カレッジ                                       | [ 注釈 9 ]                                             | パウエルはケントとロンドンの教区聖職者を務めていた際に、熱と光に関する分野で実験を実施した。自分自身で物理学における数学の進歩に追従することが難しいと悟り、また1830年に王立協会に提出したいくつかの論文には大量の間違いが含まれていた。幾何学教授の職を引き受けたときに聖職者職を辞めて、科学組織・委員会の活発な会員になり多くの作品を出版した。オックスフォード運動（イングランド国教会内のトラクト主義者と呼ばれる集団による宗教運動）に反対し、奇跡の存在を否定してダーウィンの理論を指示した姿勢でも注目された。科学研究の立場の改善など大学内の改革を主張したが彼への反対が膨らみパウエルはオックスフォードを去ることとなった。1854年にロンドンに移り、科学と文学における主要人物らと交流した。息子の一人であるロバート・ベーデン＝パウエルはスカウト運動の創設者。 |
|      | ヘンリー・スミス                 | 1861–1883     | ベリオール・カレッジ                                     | ベリオール・カレッジ及びコーパス・クリスティ・カレッジ | スミスの学部研究は天然痘とマラリアの流行で中断されたが、病み上がりにパリで研究を続け古典学と数学で一等の学位を獲得した。ベリオール・カレッジでフェローとなって数学の講師を務めた。またカレッジの研究所を監督し、科学を教えた。他の大学と共同で数学の講義を行えるように手配したシステムは、他大学や他教科で採用されるようになり、ある大学では大学の根幹的な講義体制に組み込まれたこともあった。 1874年からオックスフォード大学自然歴史博物館館長を務めた。大学の委員会や科学教育・大学部門の王立委員会に深く関与し、オックスフォード大学における科学と数学の地位を訴えた。数学においては主に幾何学、楕円函数論、数論を専攻した。 |
|      | ジェームズ・シルヴェスター       | 1883–1894     | ロンドン大学とケンブリッジ大学セント・ジョンズ・カレッジ | ニュー・カレッジ                                       | 14歳でロンドン大学に入学したが、文献によれば、他の生徒への暴行を理由に退学した。ケンブリッジ大学ではセカンドラングラー（ケンブリッジ大学のある試験において次席となったものに与えられる称号）になる資格を得たがユダヤ人であることを理由に受賞できず学位とフェローシップも受けなかった。ユニヴァーシティ・カレッジ・ロンドンで自然哲学の教授を3年務め、1841年バージニア大学に移動し1842年に大学当局と揉めて辞職した。イングランドに帰国して一時期、アクチュアリーとして働いた。1855年に王立陸軍士官学校の教授に抜擢されるまでの余暇には消去理論を研究した。55歳の定年退職の後、詩を書いたりクラブに参加したりして過ごし、1876年にアメリカに戻って新設されたジョンズ・ホプキンズ大学の数学教授に就いた。不変式論と行列理論の研究意欲が湧き、自身の算出した結果を創刊した雑誌 American Journal of Mathematics に掲載した。この間にコプリ・メダルを授与された。ホームシックを患い（オックスフォードがユダヤ人に対する学問の基準を下げたため）シルヴェスターはサヴィル教授職に応募し、任命を受ける前にホプキンズ大学から去った。適切な講義題目が見つからず、1885年に就任講義を遅らせた。病気に罹り、1892年に副教授が配属され1894年に辞職した。1901年に彼を称えてシルヴェスター・メダルが設立された。 |
|      | ウィリアム・エッソン             | 1897–1916     | セント・ジョンズ・カレッジ                               | ニュー・カレッジ                                       | 1860年からマートン・カレッジのフェローであるエッソンは1894年から1897年にニューカレッジのフェローになるまで副教授として活動していた。オーガスタス・ハーコートとの化学変化の割合に関する共著作品（『フィロソフィカル・トランザクションズ』の3つの論文で30年以上に渡り発表）によって1869年に王立協会フェロー選出。ある死亡記事には、彼の残りの論文は"莫大でもなく偉大な重要性もない"と書かれている。『タイムズ』誌の死亡記事では"高等数学とその自然科学とのつながりに専念し大きな成功を収めた"、"数学の科学において指折りのベテラン"と述べられている。 |
|      | ゴッドフレイ・ハロルド・ハーディ | 1919–1931     | ケンブリッジ大学トリニティ・カレッジ                     | ニュー・カレッジ                                       | ハーディは1900年にトリニティ・カレッジで成績優秀者に選ばれ、同年に論文を執筆した（生涯で発表した論文は350以上に上る）。1911年からリトルウッドと協力した様子は"数学史の中でもっとも有名"であると述べられている。以降、素数や解析学、解析的整数論、ウェアリングの問題の解決など多分野で100人以上の人物と共著論文を書いた。インドの天才数学者シュリニヴァーサ・ラマヌジャンとの協力も著名な出来事となっている。同僚のバートランド・ラッセルとは友人で、第一次世界大戦でラッセルが平和主義的な立場を取ったことを理由にケンブリッジ大学に解任されたことを悔やんでいる。オックスフォード大学で幸せな生活を送ったが1931年にサッドリー純粋数学教授職を引き受けたことを理由にケンブリッジへ帰った。集団遺伝学への貢献ではハーディー・ワインベルクの法則で知られる。これについて、ハーディの伝記を執筆したケンブリッジ大学の数学者ベラ・バラバシは、ハーディが自身のしたことを"良くも悪くも"、"世界が快適になることに全くの影響"を与えなかったと評価した数少ない例外の一つとして記録している。 |
|      | エドワード・ティッチマーシュ     | 1931–1963     | ベリオール・カレッジ                                     | ニュー・カレッジ                                       | ティッチマーシュはハーディのもとで学び1923年にユニヴァーシティ・カレッジ・ロンドンで教職を得る前はハーディの秘書として働いた。1924年から1930年まではモードリン・カレッジ の非常勤フェローだった。1929年から1931年にハーディの後任となるまではリヴァプール大学で純粋数学の教授をしていた。ティッチマーシュは（ハーディと違って）応募時に幾何学を講義することをいとわれず、彼のためにオックスフォードの教授職に関するある規定が削除された。彼はオックスフォード大学の数学の重要人物で広い分野で論文等は発表し、1955年に王立協会からシルヴェスター・メダルを授与された。講義には消極的であった。 |
|      | マイケル・アティヤ               | 1963–1969     | ケンブリッジ大学トリニティ・カレッジ                     | ニュー・カレッジ                                       | アティヤはケンブリッジ大学とプリンストン大学で教鞭を執り研究を行った。1961年にセント・キャサリンズ・カレッジのフェローとしてオックスフォード大学に移り、サヴィル幾何学教授を任される前は準教授に就いていた。1969年にプリンストン大学に戻ったが1973年に王立協会研究教授として再びオックスフォードに帰った。 1990年から1997年まではケンブリッジ大学トリニティ・カレッジ部局長を務め、2005年から2008年まではエディンバラ王立協会会長に就任していた。 1983年ナイトを叙せられて、1992年にはメリット勲章受章者となった。K理論と、（理論物理学分野で主に使われる）アティヤ＝シンガーの指数定理の功績で1966年にフィールズ賞、1988年にコプリ・メダルを獲得した。 |
|      | イオアン・ジェームズ             | 1970–1995     | クイーンズ・カレッジ                                     | ニュー・カレッジ                                       | オックスフォード大学で修学した後、ジェームズはプリンストン大学とカリフォルニア大学バークレー校で研究した。ゴンヴィル・アンド・キーズ・カレッジの研究フェローとしてイギリスに帰国した。1957年ジェームズはオックスフォード大学の純粋数学の準教授となり、1959年からサヴィル幾何学教授となる1970年までセント・ジョンズ・カレッジの研究フェローとして働いた。1995年に引退し名誉教授となった。主な分野は位相幾何学、特にホモトピーで、位相幾何学史の探究や位相幾何学に関する雑誌の編集も行っていた。 |
|      | リチャード・テイラー             | 1995–1996     | ケンブリッジ大学クレア・カレッジ                         | ニュー・カレッジ                                       | テイラーはケンブリッジ大学とプリンストン大学で学問を修めた。1988年クレア・カレッジのフェローになり、1995年オックスフォードに移動した。しかしその2年後にハーバード大学に職を引き受けた。主にラングランズ・プログラムを研究し、佐藤・テイト予想を解決し、アンドリュー・ワイルズと協力してフェルマーの最終定理の解決に寄与した。2007年（ロバート・ラングランズとともに）"素数と対称性を結び付ける数学の壮大な統一ヴィジョンの先駆と発展"に対して、ショウ賞を受賞した。 |
|      | ナイジェル・ヒッチン             | 1997–2016     | ジーザス・カレッジ及びウォルフソン・カレッジ             | ニュー・カレッジ                                       | ヒッチンはプリンストン大学とニューヨーク大学で教鞭を執り、更なる研究のためにウォルフソン・カレッジに帰った。セント・キャサリンズ・カレッジ フェロー・講師を経てウォーリック大学の数学教授やローズ・ボール数学教授（1994年）を歴任した。研究分野は微分幾何学、代数幾何学、超ケーラー多様体、シンプレクティック多様体。 |
|      | フランシス・カーワン             | 2017年 - 現在 | ケンブリッジ大学クレア・カレッジ及びベリオール・カレッジ | ニュー・カレッジ                                       | カーワンは1983年から1985年までハーバード大学のジュニア・フェローシップ、1983年から1986年まではモードリン・カレッジのフェローシップを保持していた。その後ベリオール・カレッジのフェローとなった。研究分野には代数幾何学におけるモジュライ空間や幾何不変理論（GIT）、GITとシンプレクティック幾何学におけるモーメント写像との関係が含まれる。代数的・位相幾何学的性質を研究し、幾何学的対象の構造を理解する事を目指している。 |